# Jean-Baptiste Landé
Jean-Baptiste Landé (ou Landet) est un danseur et maître de ballet français du XVIIIe siècle qui fit une grande partie de sa carrière en Russie.

## Biographie
Né en France à une date inconnue, il prête serment de maître à danser à Bordeaux le 4 mai 1697, puis danse à Paris et à Dresde, avant d'arriver à Stockholm en 1720 et de devenir maître de ballet à la cour de Suède. En 1724 il y fait venir de Lille une troupe d'opéra baptisée Académie royale de musique.
Invité à Saint-Pétersbourg en 1734 par le conseiller d'Anne de Russie Pietro Mira, Landé introduit le ballet en Russie et enseigne la danse au Corps des cadets. Artiste apprécié, il est engagé au service de la cour en 1738 et chargé d'organiser une école de danse, que l'on peut considérer comme l'ancêtre de l'École théâtrale impériale de Saint-Pétersbourg (1783). L'actuelle Académie de ballet Vaganova en est l'héritière.
Nommé maître de ballet de la cour, il entre en concurrence avec Antonio Rinaldi mais se maintient à son poste jusqu'à sa mort, survenue le 26 février 1748.
Landé peut être considéré comme le fondateur du ballet en Russie, préparant la voie à ses successeurs Charles Le Picq et Charles-Louis Didelot.